# Ecclesiae Unitatem

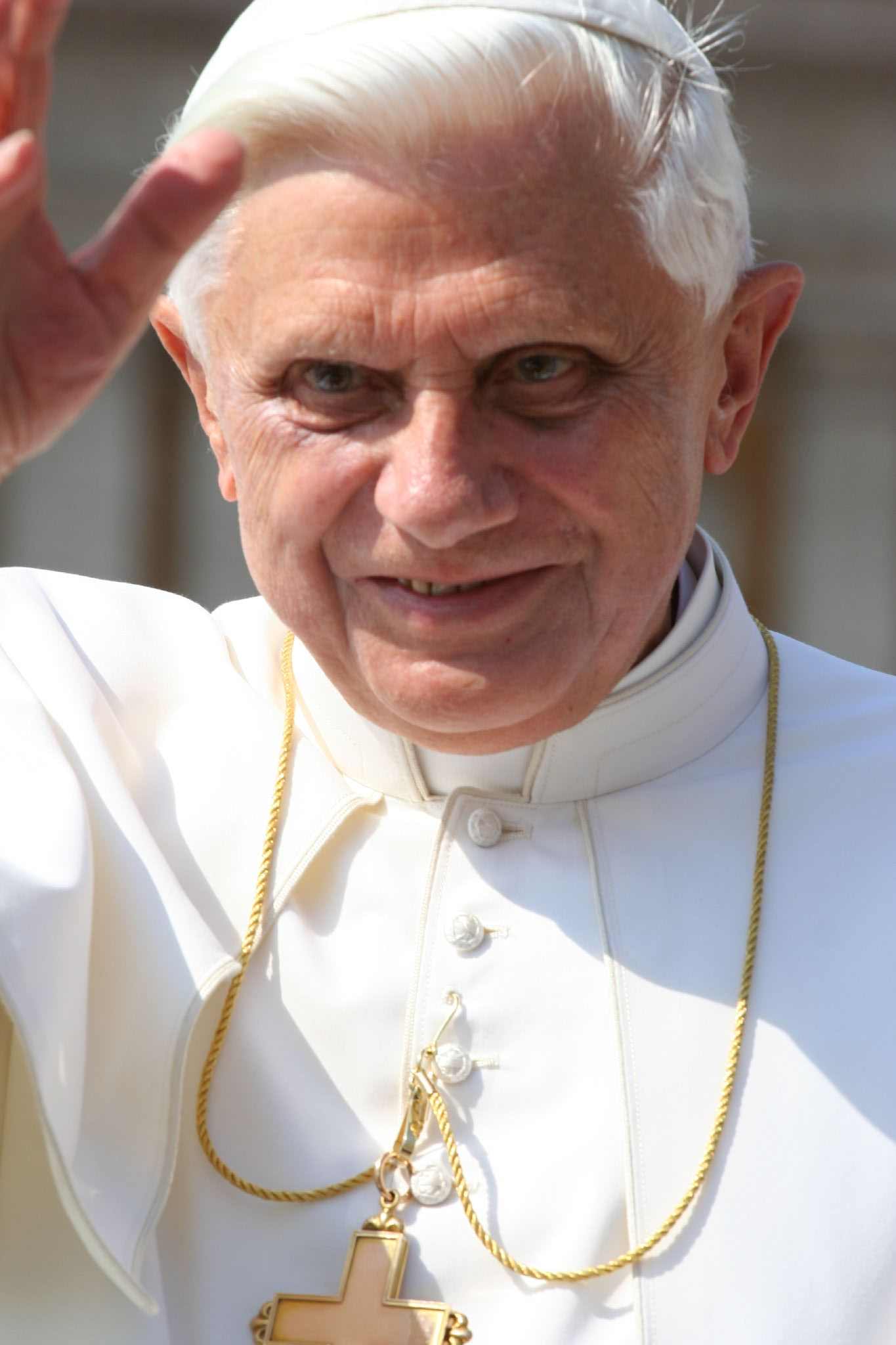
Paus Benedictus XVI

Ecclesiae Unitatem  (Latijn voor De Eenheid van de Kerk) is een bij motu proprio uitgegeven brief van paus Benedictus XVI van 2 juli 2009 met betrekking tot de Pauselijke Commissie Ecclesia Dei, de commissie die tracht bepaalde traditionalistische katholieken, voornamelijk de priesterbroederschap Sint Pius X, terug in volle communio met Rome te brengen.
De Pauselijke Commissie Ecclesia Dei was op 2 juli 1988 door paus Johannes Paulus II ingesteld met het motu proprio Ecclesia Dei. Even daarvoor waren de bisschoppen van de Priesterbroederschap Pius X geëxcommuniceerd omdat hun overste, Marcel Lefebvre, zonder toestemming van de Heilige Stoel een aantal bisschoppen had gewijd. De Commissie had tot doel om te onderzoeken hoe, en onder welke voorwaarden, de geëxcommuniceerde bisschoppen en hun volgelingen weer in volle communio met de Kerk van Rome konden worden gebracht. Paus Benedictus zelf slechtte in 2007 een barrière door - met het motu proprio Summorum Pontificum - de mis volgens de Tridentijnse ritus te erkennen als buitengewone vorm van de lex orandi (dus naast de Mis van Paulus VI die na het Tweede Vaticaans Concilie (1962-1965) tot stand kwam). De liturgie vormde immers een van de obstakels die het terugkeren van de bisschoppen van Lefebvre bemoeilijkte. In dezelfde geest heeft Benedictus in februari 2009 ook de excommunicatie van de bisschoppen van de Piusbroederschap opgeheven.
De paus stelt dat het opheffen van de excommunicatie niet betekent dat daarmee ook de theologische en leerstellige geschillen zijn opgeheven. De excommunicatie werd opgeheven om degenen die het betrof, te bevrijden van een kerkelijke straf en een obstakel voor de dialoog weg te ruimen, maar hield geenszins een canonieke erkenning van de Priesterbroederschap in. 
Omdat de discussies met de broederschap vooral leerstellig van aard zijn, besluit de paus in dit motu proprio om de Commissie Ecclesia Dei, tot dan toe ondergeschikt aan de Congregatie voor de Clerus, onder te brengen bij de Congregatie voor de Geloofsleer. Voorzitter van de Commissie is momenteel de prefect van deze congregatie, kardinaal Gerhard Ludwig Müller. 